# Into the Legend
Into the Legend es el undécimo álbum de estudio por la italiana de power metal sinfónico banda Rhapsody of Fire. Fue lanzado el 15 de enero de 2016 a través de AFM Records.
Es el primer álbum con el bajo guitarrista Alessandro Sala, y el último álbum con miembros de toda la vida Fabio Lione en la voz y Alex Holzwarth en la batería. 

## Lista de canciones
Todas las letras fueron escritas por Fabio Lione; toda la música fue compuesta por Alex Staropoli, Roby de Micheli  y Manuel Staropoli.

| N.º | Título                                                 | Duración |  |
| 1.  | «In Principio» (En el Principio)                       | 2:45     |  |
| 2.  | «Distant Sky» (Cielo Distante)                         | 4:32     |  |
| 3.  | «Into the Legend» (En la Leyenda)                      | 5:01     |  |
| 4.  | «Winter's Rain» (Lluvia de Invierno)                   | 7:44     |  |
| 5.  | «A Voice in the Cold Wind» (Una voz en el Frío Viento) | 6:18     |  |
| 6.  | «Valley of Shadows» (Valle de las Sombras)             | 6:55     |  |
| 7.  | «Shining Star» (Estrella Resplandeciente)              | 4:39     |  |
| 8.  | «Realms of Light» (Reinos de Luz)                      | 6:01     |  |
| 9.  | «Rage of Darkness» (Furia de la Oscuridad)             | 6:02     |  |
| 10. | «The Kiss of Life» (El Beso de la Vida)                | 16:45    |  |

## Bonus Track del Digipack
| N.º | Título                                                                        | Duración |  |
| 11. | «Volar Sin Dolor» ("Flying Without Pain", Versión en Español de Shining Star) | 4:38     |  |

## Bonus Track exclusivo de Japón
| Japanese edition bonus track |                                                                          |          |  |
| N.º                          | Título                                                                   | Duración |  |
| 11.                          | «Speranze e Amor» ("Esperanza y Amor", Versión Italiana de Shining Star) | 4:38     |  |

## Componentes
- Fabio Lione – Voz
- Roby De Micheli – Guitarra
- Alessandro Sala – Bajo
- Alex Staropoli – Teclado
- Alex Holzwarth – Batería

## Producción
- Alberto Bravin
- Atanas Babaleski
- Giorgi Hristovski
- Fulvio Zafred
- Maor Appelbaum